# عبد الله البطال
عبد الله البطال (توفي عام 740م الموافق 122هـ) مجاهد مسلم ظهر في الحروب الإسلامية البيزنطية في بدايات القرن الثامن الميلادي، شارك في عدة حملات قادتها الدولة الأموية ضد الإمبراطورية البيزنطية. الحقائق التاريخية حول سيرته نادرة، لكنها نمت بعد وفاته وأصبح أسطورة شعبية، وأصبح شخصية شهيرة بارزة في الملاحم الأدبية العربية، والتركية باسم: بطال غازي (بالتركية: Battal Gazi) أو سيد بطال غازي (بالتركية: Seyyid Battal Gazi).

## نشأته ونسبه
لا يعرف عن نشأته وحياته المبكرة شيء، ويدعى «عبد الله أبو الحسين» (وفي روايات مختلفة: أبو محمد، أبو يحيى) الأنطاكي، نسبة إلى مدينة أنطاكية وغير أنطاكية مدينة دمشق، وذكر ابن حجر العسقلاني أنه وعبد الوهاب بن بخت من موالي بني أمية. ونسبته «الأنطاكي» بدلاً من أن ينسب لقبيلة ما ويوحي هذا أنه ليس عربي النشأة. اقترح المؤرخ الأمريكي المعاصر خالد يحيى بلانكنشيب بأنه ربما يكون نفس الشخص «عمرو» الذي سجل اسمه المؤرخ البيزنطي تيوفان المعرف في حملة نيقية 727م، وبالتالي «عمرو» ربما يكون اسمه الحقيقي أو اسم والده (ويكون: عمرو بن عبد الله أو عبد الله بن عمرو) وربما يكون اسم عبد الله تشريفي.

## سيرته

خريطة لآسيا الصغرى البيزنطية وحدود الحروب الإسلامية البيزنطية في بدايات القرن الثامن الميلادي.

يُعتقد أن البطال اشترك في حصار القسطنطينية (717-718). وفقاً للمصادر التاريخية (المؤرخان: اليعقوبي ومحمد بن جرير الطبري) ظهر البطال لأول مرة 727م، في واحدة من الغارات السنوية ضد الأناضول البيزنطي، قاد هذه الحملة معاوية بن هشام ابن الخليفة هشام بن عبد الملك (حكم من 723م – 743م). قاد البطَال طليعة الجيش وسيطر على مدينة خنجره، قبل أن يدخل الجيش في حصار نيقية (727) غير الناجح.
يعتبر «بلانكنشيب» أن سيطرة البطال على «جانقري» شمال شرق أنقرة الحالية تعتبر واحدة من أعظم نجاحات الأمويين ضد البيزنطيين في هذه الفترة، إلى جانب سيطرة مسلمة بن عبد الملك على قيصرية في 726م.
قاد البطال غارة أخرى لا يُعرف عنها الكثير في (731م – 732م). ولم تكن موفقة وذُكر أنه توفي فيها الأمير العربي عبد الوهاب بن بخت. في العام التالي 115 هـ تولى البطال قيادة جزء في حملة إلى جانب معاوية بن هشام ودخلوا أفيون قره حصار في فريجيا. حاول الجيش البيزنطي التصدي للمسلمين، ولكن البطال هزمهم، وأسر قسطنطين وذلك حسب المصادر الإسلامية وتقول المصادر البيزنطية أن الذي أسره البطال هو شخص كان يدعي العرش البيزنطي.

## وفاته
ظهر البطال آخر مرة في حملة كبيرة فيها عشرات الآلاف من الرجال من الجيش الأموي ضد البيزنطيين إلى جانب مع مالك بن شعيب، نائب حاكم ملطية، قاد البطال قوة من الفرسان قوامها 20000 في حين سليمان بن هشام قاد القوة الرئيسية التي تقف وراءها. وصلت قوة البطال وقوة مالك حتى أكرونيون المعروفة اليوم بأفيون قره حصار، ولكن تواجه وهُزم من قبل البيزنطيين بقيادة الإمبراطور ليون (الحاكم من: 717م - 741م) وولده قسطنطين في معركة أفيون قره حصار. لقى فيها جميع القادة المسلمين وثلثي الجيش حتفهم.

## التراث
إذا كان عبد الله البطال لم يأخذ حقه من الشهرة في مهنته العسكرية، فقد نمت شهرته في الحكايات الشعبية. بحلول القرن العاشر الميلادي أصبح أحد أبطال الحكايات حول الحروب الإسلامية البيزنطية، سجل العالم المسعودي في كتابه مروج الذهب في القرن العاشر الميلادي أن عبد الله من «مشاهير المسلمين» الذين عرضت صورهم في الكنائس البيزنطية احتراماً له. يقول المسعودي في كتابه: «وأخبرني بعض الروم - ممن كان قد أسلم وحسن إسلامه - أن الروم صورت عشرة أنفس في بعض كنائسها من أهل البأس والنجدة والمكايد في النصرانية والحيلة من المسلمين: منهم الرجل الذي بعث به معاوية حين احتال على البطريق فأسره من القسطنطينية، فأقاد منه بالضرب ورده إلى القسطنطينية؛ وعبد الله البطال، وعمرو بن عبد الله، وعلي بن يحيى الأرمني...» ذكر ابن عساكر في كتابه تاريخ دمشق الكثير من الروايات حول البطال منها: ذكر البيزنطيين اسمه لتخويف الأطفال، ودخوله عمورية وتظاهره بأنه رسول وكشفه خططهم، ودخوله دير فيه نسوة (تزوج احداهن لاحقاً) وقتله أحد البطارقة. ومقابلته الإمبراطور ليون ووفاته وطلبه منه أن يدفنه من معه من أسرى المسلمين، ففعل الملك. ومن ناحية أخرى بداية بابن عساكر ومعاصره السموأل بن يحيى المغربي انتقد الكثير من المؤرخين المسلمين مختلف الافتراءات أدخلت في حسابات حياة البطال. ويقول الذهبي: «إن القُصّاص حكوا عنه ـ أي البطال ـ من الخرافات ما لا يليق». وقال ابن كثير بعد حديثه عن البطال: «وأما ما يذكر العامة عن البطّال من السيرة المنسوبة إلى دلهمة (ذات الهمّة) والأمير عبد الوهاب والقاضي عقبة فكذب وجهل وتخبط فاحش». وقال ابن كثير بعد أن لخص سيرته في كتابة البداية والنهاية: «وأما ما يذكره العامة عن البطال من السيرة المنسوبة إلى دلهمة، والبطال، والأمير عبد الوهاب، والقاضي عقبة فكذب وافتراء، ووضع بارد، وجهل كبير، وتخبيط فاحش، لا يروج ذلك إلا على غبي أو جاهل ردي، كما يروج عليهم سيرة عنترة العبسي المكذوبة، وكذلك سيرة البكري، والدنف وغير ذلك، والكذب المفتعل في سيرة البكري أشد إثما وأعظم جرما من غيرها; لأن واضعها يدخل في قول النبي صلى الله عليه وسلم: من كذب علي متعمدا فليتبوأ مقعده من النار.»

## أعمال عنه
استغل اسم عبد الله البطال في عملين الأول في اللغة العربية (سيرة ذات الهمة والبطّال) أو دلهمه والثاني في الملحمة الأدبية التركية الشعبية سيد بطال غازي. وعلى الرغم من أن كلاهما تم تأليفهما في القرن الثاني عشر ورسما على تقاليد عربية، فهما يعرضان فروقات هامة، فالرواية التركية تتضمن العديد من التأثيرات الفارسية والتركية، بما فيها العناصر الخارقة من التقاليد الشعبية أو زخارف من الشاهنامه ورواية أبو مسلم. كل من الروايات تضع البطّال في منتصف القرن التاسع الميلادي وتربطه بملطية وأميرها عمر الأقطع (المتوفى:863م) ونتيجة لذلك أصبح مرتبطاً بشكل خاص مع مدينة ملاطية وما حولها. أخذ الصحصاح بطل قبيلة بني كلاب دور البطّال الخاص في الحروب الأموية ضد البيزنطيين في دلهمه. وفي هذه الروايات ظهر البطال كبطل إسلامي وأصبح يشبه فيها أوديسيوس (المشهور بالمكر والدهاء) في الدهاء. واعتبره الأتراك رمزاً بارزاً في فتوحاتهم للأناضول بعد فتح ملاطية 1102 على يد الدانشمنديين. تطورت قصص بطولاته وتمجيده «بطال نامة» (بالتركية: Battalname) في عهد السلاجقة والعثمانيين، وأصبح موضوعاً لمجموعة كبيرة للعديد من الحكايات الشعبية. ويرفع العلاهيون والبكتاشية من قدره ويسمونه بالسيد، وللبطال مزار في مدينة سيد غازي التي سميت باسمه، ويأتيه الزوار من مناطق بعيدة مثل آسيا الوسطى حتى أوائل القرن 20.